# Storia dell'esperanto

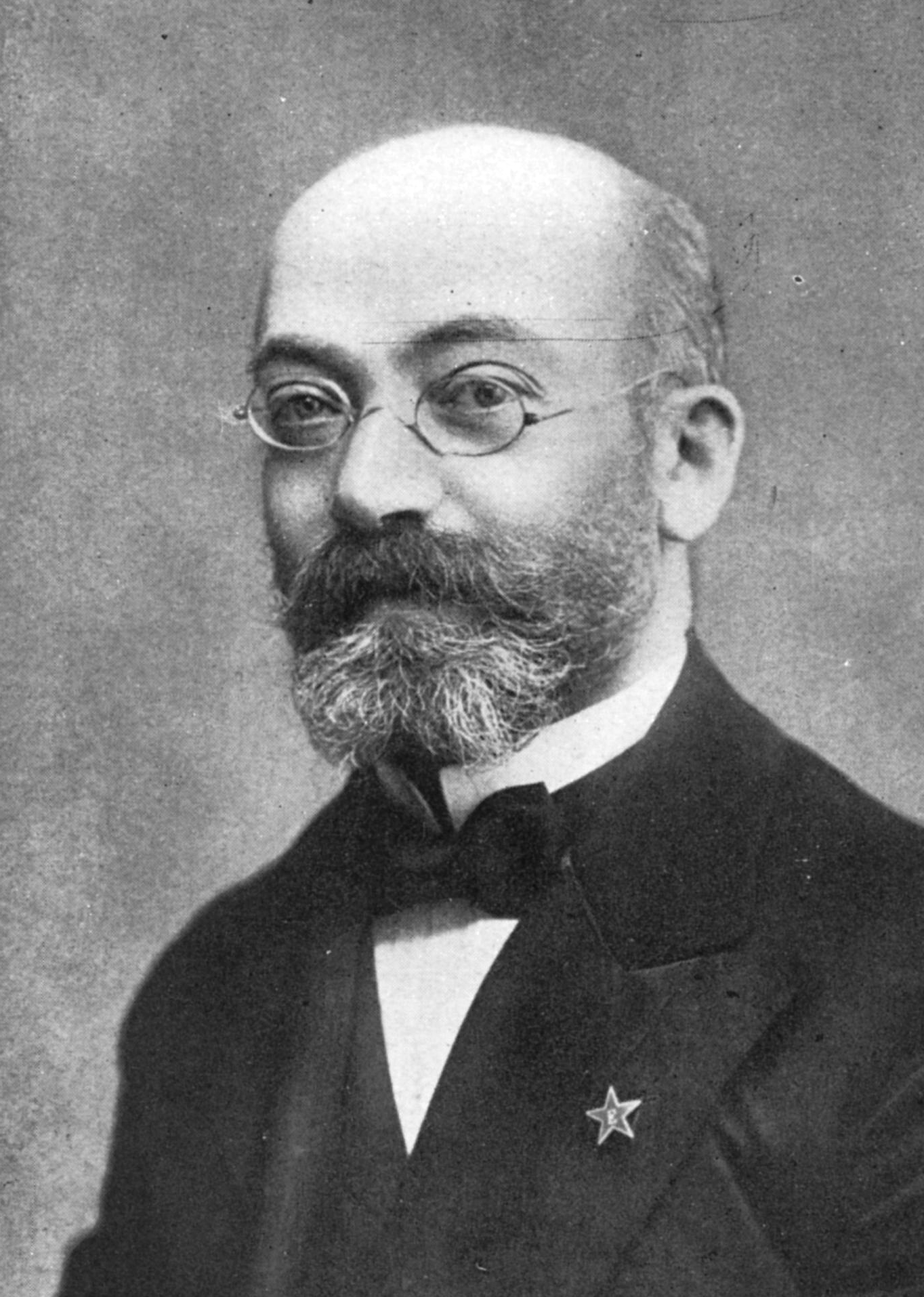
Ludwik Lejzer Zamenhof, l'iniziatore dell'esperanto.

La lingua internazionale esperanto è stata sviluppata negli anni Settanta e Ottanta dell'Ottocento da Ludwik Lejzer Zamenhof  che pubblicò per la prima volta i propri lavori nel 1887.
Da allora, attorno all'esperanto si è sempre mantenuta viva una comunità di parlanti più o meno vasta, a carattere transnazionale, dacché la lingua non ha mai ricevuto forte supporto da alcuno stato o organizzazione internazionale, ed è anzi stata in determinati momenti storici e sotto particolari circostanze messa al bando e proibita.

## Storia dell'esperanto

### La nascita e lo sviluppo prima del 1887

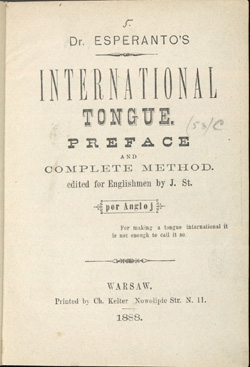
La copertina dell'edizione in lingua inglese dell'Unua Libro di Zamenhof.

Secondo le sue stesse parole, Zamenhof era affascinato dall'idea di una lingua universale sin dalla propria infanzia. In un primo momento aveva immaginato la possibilità di restaurare il latino come lingua internazionale; dopo averlo studiato a scuola, tuttavia, decise che si trattava di una lingua troppo complessa per poter assolvere a un simile ruolo nel mondo a lui contemporaneo.
Racconta Zamenhof che la grande illuminazione arrivò quando egli notò due insegne scritte in russo, Швейцарская (švejtsarskaja, "portineria") e Кондитерская (konditerskaja, "pasticceria"). In questo modo egli realizzò come l'utilizzo di un sistema organico di affissi poteva ridurre grandemente il numero di radici necessarie per formare il lessico di una lingua viva. Per le sue prime bozze di lingua universale, Zamenhof scelse parole di origine romanza o germanica, poiché queste erano le due famiglie linguistiche cui appartenevano gli idiomi maggiormente insegnati nelle scuole dell'epoca.
Zamenhof insegnò ai propri compagni di classe questa prima lingua, che, a posteriori, è detta proto-esperanto. Per molti anni a venire egli lavorò a traduzioni e opere poetiche in modo da raffinare la propria creazione. Nel 1895 Zamenhof stesso avrebbe scritto:
(Ludwik Lejzer Zamenhof, nella nota Lettera a Borovko)
Quando la prima grammatica di esperanto fu pronta per la pubblicazione, la censura zarista esercitò il proprio veto. Zamenhof occupò il proprio tempo esercitandosi nel tradurre nella sua nuova lingua la Bibbia e le opere di William Shakespeare, così da perfezionarla ulteriormente.
Nel luglio 1887 egli pubblicò il suo Unua Libro ("Primo libro"), un'introduzione alla lingua a caratteri generali. L’opera, inizialmente pubblicata in russo, è menzionata nella Cronologia Generale degli eventi più importanti della storia del mondo e fu stampata in 3000 esemplari. Si tratta di un libro a tutt’oggi rarissimo. Le copie conosciute sono solo quattro, tre delle quali presenti nelle seguenti istituzioni: Biblioteca Nazionale Austriaca, Biblioteca dell’Università di Varsavia, Biblioteca di stato russa. L’unica copia conosciuta in possesso di un cittadino privato, è quella del bibliofilo italiano Paolo Barbieri.
Una quinta copia, un tempo presente in Germania, venne trasferita durante il periodo nazista dalla Royal Saxony Library alla Biblioteca di Stato di Berlino. Nonostante sia menzionata nel catalogo della biblioteca, questa copia non è fisicamente presente e probabilmente fu perduta durante la seconda guerra mondiale.
L'idioma tratteggiato in tale volume è sostanzialmente lo stesso che viene parlato attualmente.

### Dal 1887 al primo congresso mondiale

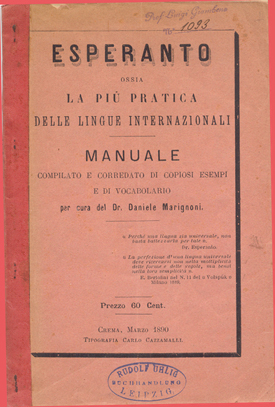
La prima grammatica di esperanto in lingua italiana, pubblicata a Crema (CR) nel 1890.

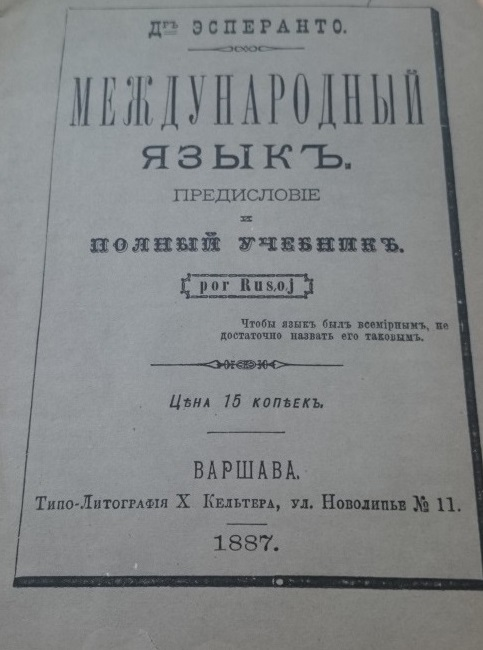
Unua libro. Por Rusoj, un'edizione dell'Unua libro per parlanti russi, pubblicata a Varsavia nel 1887

In una prima fase, l'interesse attorno alla lingua di Zamenhof crebbe soprattutto nell'Impero russo e nell'Europa orientale. In seguito la sua notorietà raggiunse i primi studiosi in Europa occidentale ed Argentina (1889); Canada (1901); Algeria, Cile, Giappone, Messico e Perù (1903); Tunisia (1904); Australia, Stati Uniti d'America, Guinea, Indocina, Nuova Zelanda, Tonchino ed Uruguay (1905).
In questi primi anni, l'esperanto era utilizzato dai pochi simpatizzanti soprattutto in forma scritta, per via epistolare; in pubblicazioni dello stesso Zamenhof e di altri interessati, come Antoni Grabowski; nella rivista La Esperantisto ("L'esperantista"), pubblicata fra il 1889 ed il 1895. Solo occasionalmente la lingua veniva parlata oralmente.
Nel decennio successivo al 1895 l'esperanto si diffuse prevalentemente in Europa occidentale, e in maniera particolare in Francia; nel 1905 erano in attività ventisette riviste in lingua.
Una piccola conferenza internazionale, tenuta nel 1904, aprì la strada al primo congresso mondiale, che ebbe luogo a Boulogne-sur-Mer nell'agosto 1905. Al congresso parteciparono 688 esperantisti di venti diverse nazionalità. Durante l'evento, Zamenhof dichiarò pubblicamente la propria volontà di rinunciare a ogni ruolo di guida del movimento esperantista, per evitare che eventuali pregiudizi personali legati alla sua figura (fra cui possibili casi di antisemitismo) potessero nuocere allo sviluppo della lingua. Il congresso approvò una mozione di Zamenhof, nota come dichiarazione di Boulogne, sui principi fondamentali del movimento esperantista.

### Dopo il primo congresso
Dopo il 1905, ad eccezione dei periodi delle due guerre mondiali, i congressi mondiali si ripeterono regolarmente con cadenza annuale.
Un certo dibattito sulla possibile adozione dell'esperanto come lingua ufficiale nacque nello stato del Moresnet, fra il Belgio e la Germania, dove una discreta percentuale della poco numerosa popolazione conosceva la lingua.
Nei primi anni 1920, una proposta di utilizzo dell'esperanto come lingua di lavoro fu avanzata presso la Lega delle Nazioni: dieci delegati votarono a favore, con la sola eccezione del delegato francese Gabriel Hanotaux, preoccupato dallo scemare dell'importanza della lingua francese sulla scena internazionale. Due anni dopo, la Lega delle Nazioni auspicò in una sua raccomandazione ufficiale che gli stati membri promuovessero l'esperanto inserendolo nei propri curriculum educativi. In molti ritengono che gli anni Venti del Novecento siano stati l'apice del movimento esperantista.
A partire dagli anni 1930, gli esperantisti iniziarono ad essere perseguitati da Adolf Hitler e Joseph Stalin, per via delle loro tendenze anti-nazionaliste (e delle origini ebree di Zamenhof, nel caso della propaganda nazista). Nel Mein Kampf Hitler scriveva che lo scopo dell'esperanto era quello di fornire una lingua comune alla diaspora ebraica; Stalin, per contro, definì l'esperanto "la lingua delle spie". Sebbene la sua conoscenza da parte di un individuo non fosse ritenuta un motivo sufficiente a giustificare l'esecuzione, il suo insegnamento nei campi di prigionia nazisti fu severamente proibito. Ciononostante l'esperanto ebbe grande diffusione proprio in tali ambienti, dacché era facile per le guardie confonderlo con l'italiano, la lingua dell'alleato. Curiosamente, nello stesso periodo il regno d'Italia attuò politiche di promozione turistica tramite la produzione di volantini tradotti anche in esperanto.
La Guerra Fredda, specialmente negli anni 1950 e 1960, pose forti limitazioni allo sviluppo naturale del movimento, dacché da entrambi i lati si temeva che l'esperanto potesse facilitare i contatti con l'avversario e divenire mezzo di propaganda. Tuttavia, a partire dagli anni 1970 la lingua conobbe una nuova fase di rilancio e si diffuse in nuove regioni del pianeta, come ad esempio l'Iran, dove la sua popolarità ebbe una vera e propria esplosione attorno al 1975. Entro pochi decenni, nel 1991, sarebbe stato organizzato il primo congresso panafricano di esperantisti.
Attualmente l'esperanto continua a godere di una comunità esperantofona viva e sufficientemente numerosa, per quanto non sia riconosciuto come lingua ufficiale da alcuno stato, e sia insegnato ufficialmente in scuole pubbliche solo in un numero ristretto di nazioni.

## L'evoluzione della lingua
La possibilità di forti variazioni nella grammatica dell'esperanto è regolata dalla Dichiarazione di Boulogne del 1905, che, fra le altre disposizioni, stabilisce che la lingua debba continuare in ogni stadio della sua possibile evoluzione futura a rispettare le prescrizioni grammaticali contenute nel Fundamento de Esperanto (le cosiddette 16 regole dell'esperanto). D'altro canto, la Dichiarazione permette agli esperantofoni di introdurre neologismi e novità grammaticali, laddove necessario, a patto che ciò non contravvenga alle disposizioni del Fondamento.
Secondo molti, lo sforzo di stabilizzazione della lingua offerto dalla Dichiarazione è alla base del grande successo dell'esperanto rispetto alle altre lingue artificiali, che si sono spesso spente a causa di un eccessivo protezionismo imposto dal proprio creatore (come nel caso del volapük di Johann Martin Schleyer), o, viceversa, per via del frazionamento della comunità di parlanti in fazioni linguistiche differenti. Viceversa, Zamenhof dichiarò ufficialmente che "l'esperanto appartiene agli esperantisti", e dopo la pubblicazione delle prime opere occupò un ruolo di secondo piano all'interno del movimento esperantista.
La descrizione della grammatica contenuta nelle prime opere era piuttosto vaga, e numerosi dettagli si stabilizzarono con l'uso, anche grazie all'autorevolezza dei pareri non vincolanti che lo stesso Zamenhof offriva a quanti gli ponevano domande sull'uso corretto della lingua. Già prima della dichiarazione di Boulogne la lingua si era mantenuta stabile, a parte una serie di modifiche secondarie che occorsero durante il primo anno dalla pubblicazione (precisamente, gli avverbi "quando", "allora", "mai", "talvolta" e "sempre" furono mutati da kian, tian, nenian, ian e ĉian agli attuali kiam, tiam, neniam, iam e ĉiam, per evitare possibili equivoci con la terminazione -n dell'accusativo). La stabilità delle strutture morfologiche e grammaticali dell'esperanto lo avvicinarono alle lingue etniche, ove tale risultato è garantito dalla presenza di una comunità stabile di parlanti e dall'esistenza di una letteratura. L'assenza di un'autorità centrale in grado di introdurre modifiche radicali evitò il rischio che la comunità parlante dovesse adattarsi a repentini cambiamenti, come era accaduto, ad esempio, nel caso del volapük e di altre lingue; in esperanto, le variazioni grammaticali si possono stabilizzare solamente se è raggiunto il consenso all'interno della comunità esperantista, e se il loro uso si diffonde naturalmente.
Di conseguenza, l'esperanto contemporaneo può apparire a tratti diverso da quello utilizzato nel Fundamento, sebbene la grande maggioranza delle modifiche introdotte sia di natura semantica (relativa al campo di significato delle parole) piuttosto che grammaticale o fonologica. A titolo di esempio, secondo il Fundamento l'espressione mi ŝatas tion significa "stimo ciò", mentre nell'uso contemporaneo il significato comunicato è "mi piace ciò" (espressione che si può rendere anche con l'espressione tio plaĉas al mi, già valida nel Fundamento).
Altri cambiamenti originatisi nella lingua includono la riduzione delle radici intrinsecamente maschili (basti pensare che, al contrario di quanto avviene nell'uso contemporaneo, originariamente tutti i participi, come kuranto "corridore", erano ritenuti maschili) e, più recentemente, la diffusione dei verbi stativi in luogo della tradizionale formula copula+aggettivo, probabilmente a seguito dell'uso poetico della lingua (ad esempio, oggi li sanas è usato frequentemente invece di li estas sana, a significare "egli sta bene").
Cambiamenti minori hanno riguardato i nomi di nazione, ove alla desinenza tradizionale -ujo (Germanujo, "Germania") si è affiancata la terminazione -io (Germanio), e i nomi femminili che terminano in -a (Maria), che una volta si scrivevano unicamente con la terminazione -o propria dei sostantivi (Mario, o Mariino, con l'aggiunta dell'affisso -in- per rendere il genere femminile). Ben presto, per i nomi propri in generale e non solo quelli femminili si è potuta scegliere la forma preferita, secondo il principio che chiunque è proprietario del proprio nome. Ad esempio gli scrittori esperantisti praticamente da sempre scelgono se usare un nome adattato all'esperanto, o mantenere il proprio nome di battesimo (ad esempio, lo spagnolo Jorge Camacho ha usato per alcune sue opere il proprio nome di battesimo, e per altre lo pseudonimo Georgo Kamaĉo).
L'esperanto ha anche visto l'introduzione di numerosi neologismi per esprimere concetti che non erano in uso all'epoca della pubblicazione del Fundamento. Tali neologismi hanno dimostrato, in generale, un ottimo grado di integrazione con le strutture lessicali proprie della lingua: si considerino ad esempio i termini komputilo ("computer", formato dalla radice komput-, "calcolare", con il suffisso -ilo, che indica uno strumento o un dispositivo) ed eŭro ("euro", formato dalle prime lettere della parola Eŭropo, "Europa").

## Dialetti, progetti di riforma e lingue derivate
L'uso naturale dell'esperanto non ha portato alla frammentazione della lingua in dialetti. La causa principale potrebbe essere individuata nel fatto che l'esperanto è la lingua della comunicazione quotidiana solo per una piccola parte degli esperantisti. Hanno certamente giocato contro la nascita di localismi altri tre fattori fondamentali: l'impulso centripeto dato dal Fundamento de Esperanto di Zamenhof, l'influenza unificante del Plena Vortaro ("Vocabolario completo") e dei suoi successori (ricchi di esempi d'uso tratti dai lavori di Zamenhof e dei principali esponenti della letteratura esperantista), e le ambizioni transnazionali della comunità esperantista.
Ciononostante, nei primi decenni del XX secolo vennero avanzate numerose proposte di riforma della lingua (note come esperantidoj, o "esperantìdi"); nessuna di esse è sopravvissuta sino al tempo presente, tranne l'ido.

### La riforma del 1894
Già nel 1894 le pressioni esercitate da Wilhelm Trompeter, editore de La Esperantisto, e alcuni altri appassionati avevano spinto Zamenhof a sottoporre al voto dei lettori della rivista una forte riforma grammaticale della lingua. Tale riforma prevedeva la riduzione dell'alfabeto da ventisei a ventidue lettere (escludendo quasi tutte le lettere con accenti diacritici e i relativi suoni); il cambiamento della forma plurale da -j a -i; l'uso di un accusativo con funzione posizionale in luogo della finale -n; la rimozione della distinzione fra aggettivi e avverbi; la riduzione del numero di participi da sei a due; la sostituzione della tavola dei correlativi con particelle tratte da una lingua preesistente, come il latino. Questo insieme di proposte venne respinto a larga maggioranza, sebbene alcune di esse sarebbero poi state riprese da progetti di riforma successivi.

### L'ido e le altre lingue derivate
Il principale progetto di riforma dell'esperanto fu avanzato nell'ottobre 1907 a Parigi dalla Delegazione per l'adozione di una lingua ausiliaria internazionale: poiché alcuni suoi elementi contraddicevano le prescrizioni del Fundamento de Esperanto, tale progetto fu subito considerato una lingua a sé, e prese il nome di ido ("figlio", in esperanto).
L'ido avvicina l'alfabeto, la semantica e parte della grammatica dell'esperanto alle lingue romanze; rimuove la concordanza fra aggettivo e nome ed elimina l'obbligatorietà dell'accusativo in -n.
In un primo momento, numerosi esperantisti sposarono il progetto dell'ido; in seguito, tuttavia, il movimento perse vigore, a causa della morte accidentale di uno dei suoi personaggi più importanti e dei problemi legati alle proposte di ulteriori cambiamenti. Attualmente, si stima che al mondo fra 250 e 5000 persone comprendano l'ido.
Si ritiene che numerose altre lingue artificiali siano state, a vario titolo, ispirate o influenzate dall'esperanto: è il caso dell'occidental (1922) e del novial (1928).

### Progetti di riforma minore
Numerosi progetti di riforma, a differenza dell'ido, si limitarono a proporre modifiche circoscritte della lingua. Fra questi sono ad esempio da citare l'iĉismo (usato dallo scrittore Jorge Camacho) dal quale deriva il riismo, che in più propone l'introduzione di un pronome di terza persona privo di genere maschile o femminile e rende il linguaggio totalmente simmetrico nei confronti dei due generi.
Generalmente questi progetti organici di riforma non hanno mai avuto un'influenza radicale sull'esperanto, che si è invece evoluto tramite modifiche introdotte gradualmente dagli esperantofoni attraverso l'uso quotidiano e naturale della lingua.

## Cronistoria dell'esperanto
- 1859: Nasce a Białystok (PL), allora in Russia, Ludwik Lejzer Zamenhof, iniziatore dell'esperanto.
- 1873: La famiglia di Zamenhof si trasferisce a Varsavia.
- 1878: Zamenhof completa il suo primo progetto di lingwe uniwersala (lingua universale), il protoesperanto, con i suoi compagni di scuola superiore.
- 1879: Zamenhof frequenta una scuola di Medicina a Mosca. Suo padre distrugge, in sua assenza, i documenti relativi al suo progetto di lingua internazionale. Nello stesso periodo Johann Martin Schleyer pubblica una bozza del Volapük, la prima lingua artificiale a dare origine ad una nutrita comunità di parlanti.
- 1881: Zamenhof torna a Varsavia per continuare gli studi di Medicina, ed inizia a ricostruire il proprio progetto.
- 1887: Zamenhof si sposa e, con l'aiuto della moglie, riesce a far pubblicare l'Unua Libro, con cui presenta al mondo il moderno esperanto.
- 1888: Lev Tolstoj diviene uno dei primi sostenitori della lingua.
- 1894: A seguito di forti pressioni, Zamenhof richiede il voto della comunità esperantista su una serie di radicali riforme della lingua; le riforme sono bocciate.
- 1901: Zamenhof pubblica un trattato sull'homaranismo, una sorta di filosofia religiosa universale basata sulle idee di Hillel il Vecchio, che avrebbe dovuto mettere in evidenza i punti in comune che le diverse religioni hanno per favorire la tolleranza reciproca tra praticanti di religioni diverse.
- 1905: Il primo Congresso universale di esperanto ha luogo a Boulogne-sur-Mer (FR). Partecipano 688 esperantisti, che al termine del congresso approvano la Dichiarazione di Boulogne. Viene pubblicato il Fundamento de Esperanto.
- 1907: Dodici membri del parlamento britannico candidano Zamenhof al Premio Nobel per la Pace. A Londra viene fondata la Ĉekbanko Esperantista, basata sull'uso dello spesmilo, una valuta internazionale ausiliaria basata sul sistema aureo. Un comitato guidato da Louis Couturat propone, a Parigi, il progetto dell'Ido, una lingua artificiale derivata dall'esperanto che godette di pari successo fino alla prima guerra mondiale.
- 1908: Hector Hodler, un diciannovenne esperantista svizzero, fonda l'Universala Esperanto-Asocio.
- 1910: 42 membri del parlamento francese candidano Zamenhof al Nobel per la Pace.
- 1917: Zamenhof muore nel corso della prima guerra mondiale.
- Anni 1910: L'esperanto viene insegnato in scuole pubbliche nella Repubblica Cinese, nell'isola di Samo, e in Macedonia.
- 1920: In Cecoslovacchia viene pubblicata la prima rivista per esperantisti ciechi, Aŭroro. È tuttora attiva.
- 1921: L'Accademia francese delle scienze raccomanda l'impiego dell'esperanto nella comunicazione scientifica internazionale.
- 1922: L'Esperanto viene rimosso dagli insegnamenti impartiti nelle scuole francesi. Il delegato della Francia presso la Società delle Nazioni pone il veto sulla proposta di utilizzare l'idioma come lingua di lavoro dell'associazione.
- 1924: La Società delle Nazioni raccomanda che i propri stati membri implementino l'esperanto come lingua ausiliaria.
- Anni 1920: il ministero dell'educazione brasiliano impiega l'esperanto nella propria corrispondenza internazionale. Lu Xun, padre della moderna letteratura cinese, diventa un sostenitore dell'esperanto. I figli di Montagu Christie Butler sono i primi esperantisti madrelingua.
- 1933/34: Il movimento internazionale esperantista si riordina sotto il nome UEA.
- 1934: A Budapest viene pubblicata la prima Enciclopedia di Esperanto.
- 1935: Kálmán Kalocsay e Gaston Waringhien pubblicano la Plena Gramatiko de Esperanto ("Grammatica Completa di Esperanto"), molto influente nei decenni a venire.
- 1936: Le associazioni esperantiste vengono proibite nella Germania nazista.
- 1937: I capi dell'associazione esperantista dell'Unione Sovietica vengono arrestati.
- 1938: Viene fondata la Tutmonda Esperantista Junulara Organizo ("Organizzazione Mondiale della Gioventù Esperantista").
- 1939-1945: Nel corso della seconda guerra mondiale diverse nazioni cadono sotto il dominio della Germania e dell'Unione Sovietica; l'esperantismo viene represso o proibito.
- 1954: L'UNESCO stabilisce relazioni consultive formali con l'Universala Esperanto-Asocio.
- 1966: Nasce in Argentina il pasporta servo, una rete globale di esperantisti disponibili a ospitare altri esperantisti durante i loro viaggi.
- 1975: L'esperanto si diffonde fortemente in Iran; a Teheran, in un anno, tremila persone apprendono la lingua.
- 1980: Durante il Congresso Giovanile Internazionale di Rauma (FI) viene esplicitato il concetto secondo cui gli obiettivi dell'esperantismo non sono da ricercarsi necessariamente al di là della condizione attuale dell'esperanto: questo punto di vista diverrà noto come raumismo, in opposizione al sino ad allora dominante finvenkismo.
- 1987: Il Congresso universale di esperanto di Varsavia che segna i cent'anni dalla nascita dell'esperanto vede la presenza di seimila esperantisti.
- 1991: A Lomé, nel Togo, ha luogo la prima conferenza panafricana di Esperanto.
- 1996: A Praga, in Repubblica Ceca, è pubblicato Manifesto di Praga durante il Congresso universale di esperanto ivi tenutosi. Esso è un insieme di sette principi del movimento esperantista.
- 1999: Il poeta esperantista William Auld è candidato al Premio Nobel per la Letteratura.
- 2001: Viene lanciata Wikipedia in lingua esperanto.
- 2004: Il partito politico europeo Europa-Democrazia-Esperanto si candida alle elezioni europee del 2004 in Francia, dove ottiene lo 0,15% dei voti. Il suo programma comprende l'introduzione dell'esperanto come seconda lingua in tutti gli stati membri dell'Unione europea.